# Le Bourg-d’Hem
Le Bourg-d’Hem ist eine Gemeinde in Frankreich. Sie gehört zur Region Nouvelle-Aquitaine, zum Département Creuse, zum Arrondissement Guéret und zum Kanton Bonnat. Im Süden und Westen bildet die Creuse die Gemeindegrenze. Nachbargemeinden sind Chéniers im Norden, Bonnat im Nordosten, Champsanglard im Osten, Anzême im Süden sowie La Celle-Dunoise im Westen.

## Bevölkerungsentwicklung
| Jahr      | 1962 | 1968 | 1975 | 1982 | 1990 | 1999 | 2008 | 2018 |
| --------- | ---- | ---- | ---- | ---- | ---- | ---- | ---- | ---- |
| Einwohner | 401  | 361  | 294  | 290  | 278  | 235  | 220  | 216  |